# Byłgarski izwor
Byłgarski izwor (bułg. Български извор) – wieś w Bułgarii, w obwodzie Łowecz, w gminie Tetewen. Według danych szacunkowych Ujednoliconego Systemu Ewidencji Ludności oraz Usług Administracyjnych dla Ludności, 15 września 2022 roku miejscowość liczyła 1303 mieszkańców.

## Osoby związane z miejscowością

### Urodzeni
- Daczo Jotow – bułgarski rewolucjonista narodowy, czetnik Stefana Dimitrowa[2]

### Związani
- Asen Papawramow – bułgarski rewolucjonista narodowy; wysiedlony przez reżim komunistyczny do tej wsi[3]